# Casa a la Plaça (Montardit de Baix)
La Casa a la Plaça és una casa amb elements neoclàssics de Montardit de Baix, al municipi de Sort (Pallars Sobirà) inclosa a l'Inventari del Patrimoni Arquitectònic de Catalunya.

## Descripció
Gran casal, de planta en forma d'angle de noranta graus, el cos principal de la qual està situada al costat més llarg que conforma aquesta ela gegantina. Dit cos principal està constituït per una planta baixa i tres pisos, a banda d'un quart que fa de golfes que se situa sota la coberta inclinada.
Al sud-est es troba la façana principal, de distribució simètrica. Es divideix en dues parts per una pilastra que arriba fins l'eix del cavall que suporta la coberta a dues aigües. A costat i costat d'aquesta, s'obre, a cadascun dels tres pisos, un balcó.
La porta principal a una terrassa que hi ha al primer pis, a la qual s'hi accedeix per una escala exterior que comunica amb el jardí. Una balustrada de pedra protegeix la terrassa i l'escala.
Una pilastra similar a la descrita abans, separa la part del mig de la façana, dels respectius cossos laterals. Una cornisa separa a la façana del cos central, el darrer pis de la resta. A part, les golfes formen una mena de frontó, protegit per una ràfec prominent, aprofitant la coberta a dues aigües.
La pilastra del mig, encara que lleugerament descentrada respecte l'eix de la coberta, forma, a prop de la coberta, una mena de pinya i una garlanda en relleu.
A cada extrem del frontó, s'obren unes petites finestres ovalades.
El cos de l'oest està integrat per la planta baixa -on s'obre una porta d'arc rebaixat- i tres pisos.
A l'est, trobem un ala perpendicular al cos principal, que constitueix el braç curt de la ela. Aquesta part del casal presenta una planta baixa i dos pisos alts als quals s'obren espaioses galeries sobre el jardí mitjançant tres grans arcs rebaixats, i baranes amb balustres de pedra tornejats.
Existeix també un darrer pis, sota la coberta a una vessant; en aquest s'obren tres petites finestres ovalades.
Tanca el jardí un mur de pedra baix i un reixat de ferro forjat, separat en dos trams per pilones. La porta, igualment reixada, es troba flanquejada per dues pilones, decorades amb estucats de garlandes i volutes. La pilona situada a la dreta conté un escut on es pot llegir: "AGUSTÍ SIBIS YORTEU 1877".